# Wymbritseradiel
Wymbritseradiel (neerlandeză Wymbritseradeel) este o comună în provincia Frizia, Țările de Jos. 

## Localități componente
Abbega, Blauwhuis, Folsgare, Gaastmeer, Gauw, Goënga, Greonterp, Heeg, Hommerts, Idzega, IJlst, Indijk, Jutrijp, Koufurdurrige, Nijland, Oosthem, Oppenhuizen, Oudega, Sandfirden, Scharnegoutum, Smallebrugge, Tirns, Tjalhuizum, Uitwellingerga, Westhem, Wolsum, Woudsend, Ypecolsga.